# Liste der Monuments historiques in Aulon (Haute-Garonne)
Die Liste der Monuments historiques in Aulon (Haute-Garonne) führt die Monuments historiques in der französischen Gemeinde Aulon auf.

## Liste der Bauwerke
| Bezeichnung       | Beschreibung                  | Standort | Kennzeichnung | Schutzstatus | Datum | Bild           |
| ----------------- | ----------------------------- | -------- | ------------- | ------------ | ----- | -------------- |
| Kirche Notre-Dame | Erbaut ab dem 11. Jahrhundert | (Lage)   | PA00094263    | Inscrit      | 1926  | weitere Bilder |